# Herculiani seniores
Les Herculiani Seniores sont l'une des deux meilleures légions d'élite de l'armée romaine tardive, avec leur unité-sœur des Joviens Seniors. La Légion palatine, elle, a été créée par l'Empereur Dioclétien pour lui servir de garde prétorienne. Elle est ensuite devenue une légion d'élite formant le noyau dur de l'armée romaine tardive occidentale. Elle sera employée dans tous les conflits majeurs des IVe et Ve siècles (campagne de Julien en Perse, bataille de la rivière froide, répression de la révolte du Comte Gildon en Afrique).
D'environ 1 500 hommes, cette légion était particulièrement bien équipée et entraînée. Longtemps basée en Gaule du Nord, elle fut rapatriée par Stilicon en Italie lors des invasions de Radagaise et Alaric, pour ne plus jamais revenir.
À la fin du IVe siècle, ils sont répertoriés dans le document Notitia Dignitatum comme étant directement sous le commandement du peditum magister.